# Xylota pseudoignava
Xylota pseudoignava är en tvåvingeart som beskrevs av Mutin 1984. Xylota pseudoignava ingår i släktet vedblomflugor, och familjen blomflugor. Inga underarter finns listade i Catalogue of Life.